# Olympische Winterspiele 1994/Teilnehmer (Lettland)
| Gelbes Symbol für Goldmedaillen mit stilisierten Olympischen Ringen | Graues Symbol für Silbermedaillen mit stilisierten Olympischen Ringen | Braundes Symbol für Bronzemedaillen mit stilisierten Olympischen Ringen |
| ------------------------------------------------------------------- | --------------------------------------------------------------------- | ----------------------------------------------------------------------- |
| —                                                                   | —                                                                     | —                                                                       |

Lettland nahm an den Olympischen Winterspielen 1994 im norwegischen Lillehammer mit einer Delegation von 27 Athleten in sechs Disziplinen teil, davon 20 Männer und 7 Frauen. Ein Medaillengewinn gelang keinem der Athleten.
Fahnenträger bei der Eröffnungsfeier war der Bobfahrer Zintis Ekmanis.

## Teilnehmer nach Sportarten

### Biathlon
| Athleten                                                       | Wettbewerbe        | Zeit        | Fehler      | Rang |
| -------------------------------------------------------------- | ------------------ | ----------- | ----------- | ---- |
| Frauen                                                         |                    |             |             |      |
| Ieva Volfa                                                     | 7,5 km Sprint      | 27:56,2 min | 3 (1+2)     | 28   |
| Ieva Volfa                                                     | 15 km Einzel       | 57:03,8 min | 5 (1+2+1+1) | 30   |
| Männer                                                         |                    |             |             |      |
| Aivars Bogdanovs                                               | 10 km Sprint       | 33:52,0 min | 6 (4+2)     | 66   |
| Ilmārs Bricis                                                  | 10 km Sprint       | 31:36,9 min | 4 (2+2)     | 41   |
| Oļegs Maļuhins                                                 | 20 km Einzel       | 1:02:02,1 h | 4 (2+0+1+1) | 40   |
| Gundars Upenieks                                               | 20 km Einzel       | 1:00:26,5 h | 2 (1+0+0+1) | 19   |
| Oļegs Maļuhins Ilmārs Bricis Aivars Bogdanovs Gundars Upenieks | 4 × 7,5 km-Staffel | 1:37:40,5 h | 4           | 16   |

### Bob
| Athleten                                                    | Wettbewerb | Lauf 1  | Lauf 1 | Lauf 2  | Lauf 2 | Lauf 3  | Lauf 3 | Lauf 4  | Lauf 4 | Gesamt      | Gesamt |
| Athleten                                                    | Wettbewerb | Zeit    | Rang   | Zeit    | Rang   | Zeit    | Rang   | Zeit    | Rang   | Zeit        | Rang   |
| ----------------------------------------------------------- | ---------- | ------- | ------ | ------- | ------ | ------- | ------ | ------- | ------ | ----------- | ------ |
| Männer                                                      |            |         |        |         |        |         |        |         |        |             |        |
| Zintis Ekmanis Aldis Intlers                                | Zweierbob  | 52,75 s | 8      | 53,42 s | 13     | 53,20 s | 12     | 53,46 s | 11     | 3:32,83 min | 10     |
| Sandis Prūsis Adris Plūksna                                 | Zweierbob  | 53,31 s | 18     | 53,40 s | 12     | 53,35 s | 17     | 53,52 s | 14     | 3:33,58 min | 16     |
| Zintis Ekmanis Boriss Artemjevs Aldis Intlers Didzis Skuška | Viererbob  | 52,49 s | 17     | 52,27 s | 8      | 52,55 s | 12     | 52,50 s | 9      | 3:29,81 min | 13     |
| Sandis Prūsis Juris Tone Otomārs Rihters Adris Plūksna      | Viererbob  | 52,67 s | 22     | 52,66 s | 20     | 52,69 s | 18     | 52,79 s | 19     | 3:30,81 min | 19     |

### Eiskunstlauf
| Athleten                         | Wettbewerbe | Pflichttanz 1 | Pflichttanz 1 | Pflichttanz 2 | Pflichttanz 2 | Originaltanz | Originaltanz | Kurzprogramm | Kurzprogramm | Kür/Kürtanz | Kür/Kürtanz | Gesamt    | Gesamt |
| Athleten                         | Wettbewerbe | Bewertung     | Rang          | Bewertung     | Rang          | Bewertung    | Rang         | Bewertung    | Rang         | Bewertung   | Rang        | Bewertung | Rang   |
| -------------------------------- | ----------- | ------------- | ------------- | ------------- | ------------- | ------------ | ------------ | ------------ | ------------ | ----------- | ----------- | --------- | ------ |
| Männer                           |             |               |               |               |               |              |              |              |              |             |             |           |        |
| Andrejs Vlascenko                | Einzel      | —             | —             | —             | —             | —            | —            | 10,5         | 21           | 20,0        | 20          | 30,5      | 21     |
| Mixed                            |             |               |               |               |               |              |              |              |              |             |             |           |        |
| Jelena Bereschnaja Oļegs Šļahovs | Paarlauf    | —             | —             | —             | —             | —            | —            | 4,5          | 9            | 9,0         | 9           | 13,5      | 8      |

### Eisschnelllauf
| Athleten    | Wettbewerbe | Zeit        | Rang |
| ----------- | ----------- | ----------- | ---- |
| Frauen      |             |             |      |
| Ilonda Lūse | 3000 m      | 4:47,75 min | 25   |

### Rennrodeln
| Athlet                       | Wettbewerb   | Lauf 1   | Lauf 1 | Lauf 2   | Lauf 2 | Lauf 3   | Lauf 3 | Lauf 4   | Lauf 4 | Gesamt       | Gesamt |
| Athlet                       | Wettbewerb   | Zeit     | Rang   | Zeit     | Rang   | Zeit     | Rang   | Zeit     | Rang   | Zeit         | Rang   |
| ---------------------------- | ------------ | -------- | ------ | -------- | ------ | -------- | ------ | -------- | ------ | ------------ | ------ |
| Frauen                       |              |          |        |          |        |          |        |          |        |              |        |
| Iluta Gaile                  | Einsitzer    | 49,973 s | 17     | 49,736 s | 14     | 49,636 s | 16     | 49,704 s | 16     | 3:19,049 min | 17     |
| Anna Orlova                  | Einsitzer    | 49,301 s | 10     | 49,526 s | 11     | 49,297 s | 5      | 49,363 s | 5      | 3:17,487 min | 9      |
| Evija Šulce                  | Einsitzer    | 49,795 s | 15     | 49,819 s | 16     | 49,625 s | 15     | 49,718 s | 17     | 3:18,957 min | 16     |
| Männer                       |              |          |        |          |        |          |        |          |        |              |        |
| Agris Elerts                 | Einsitzer    | 51,395 s | 19     | 51,777 s | 20     | 51,237 s | 18     | 51,584 s | 18     | 3:25,993 min | 18     |
| Juris Vovčoks                | Einsitzer    | 51,647 s | 21     | 51,794 s | 21     | 51,679 s | 22     | 51,738 s | 22     | 3:26,948 min | 21     |
| Aivis Švāns Roberts Suharevs | Doppelsitzer | 48,949 s | 11     | 48,918 s | 10     | —        | —      | —        | —      | 1:37,867 min | 11     |
| Juris Vovčoks Dairis Leksis  | Doppelsitzer | 49,014 s | 13     | 49,201 s | 13     | —        | —      | —        | —      | 1:38,215 min | 12     |

### Skilanglauf
| Athleten       | Wettbewerbe      | Zeit        | Rang |
| -------------- | ---------------- | ----------- | ---- |
| Frauen         |                  |             |      |
| Ineta Kravale  | 5 km klassisch   | 17:21,5 min | 61   |
| Ineta Kravale  | 15 km Freistil   | 49:37,7 min | 52   |
| Ineta Kravale  | 30 km klassisch  | 1:38:41,8 h | 48   |
| Männer         |                  |             |      |
| Jānis Hermanis | 10 km klassisch  | 30:57,3 min | 85   |
| Jānis Hermanis | 15 km Verfolgung | 50:57,5 min | 72   |
| Jānis Hermanis | 30 km Freistil   | 1:34:10,5 h | 69   |
| Jānis Hermanis | 50 km klassisch  | 2:36:11,1 h | 61   |